# (32316) 2000 QA44
2000 QA44 (asteroide 32316) é um asteroide da cintura principal. Possui uma excentricidade de 0.10241780 e uma inclinação de 0.86087º.
Este asteroide foi descoberto no dia 24 de agosto de 2000 por LINEAR em Socorro.